# سام جورج
سام جورج (بالإنجليزية: Sam George) (29 يونيو 1970 بميسيون فيجو في الولايات المتحدة - ) هو لاعب كرة قدم أمريكي في مركز الوسط. لعب مع تامبا باي موتيني وشيكاغو فاير ونيو إنجلاند ريفولوشن وLos Angeles Heat ‏ وAnaheim Splash ‏ وBoston Bulldogs (soccer) ‏.

## وصلات خارجية
- سام جورج على موقع الدوري الأمريكي (الإنجليزية)
- سام جورج على موقع قاعدة بيانات كرة القدم.إي يو (الإنجليزية)